# أرئيل روبر
أرئيل روبر (بالإنجليزية: Arik Roper)‏ هو رسام أمريكي، ولد في 1973 في نيويورك في الولايات المتحدة.

## وصلات خارجية
- الموقع الرسمي